# ادگار بلوشه
گابریل ژوزف ادگار بلوشه (به فرانسوی: Gabriel-Joseph Edgard Blochet) (زادهٔ ۱۲ دسامبر ۱۸۷۰- مرگ ۵ سپتامبر ۱۹۳۷) خاورشناس و ایران‌شناس فرانسوی بود.
وی در آغاز به فراگیری زبان‌های شرقی چون فارسی، عربی، ترکی و هندی پرداخت. وی به آموختن ایران‌شناسی پرداخت و میان سال‌های ۱۸۹۵–۱۹۰۱ به آموزش این رشته در مدرسه مطالعات عالی پرداخت. وی از سال ۱۹۲۹ معاون بخش نسخ خطی کتابخانهٔ ملی پاریس بود. در ۱۹۲۸ از برای خدماتش نشان لژیون دونور را دریافت داشت و سرانجام در ۱۹۳۵ بازنشسته‌شد.
برجسته‌ترین کار بلوشه فهرست برداری و ترجمهٔ برخی نسخه‌های خطی کتابخانهٔ ملی پاریس بود. بلوشه در کاربر روی ایران باستان با جیمز دارمستتر همکاری می‌نمود. به همین سان با محمد قزوینی هم همکاری و نامه‌نگاری داشت. او رساله‌های بسیاری را دربارهٔ ایران نوشت. همچنین او نوشته‌هایی دربارهٔ تاریخ چین، آسیای میانه، متن‌های عربی، ترکیه و نیز دربارهٔ آیین‌ها دارد. همچنین پاره‌ای از نوشته‌های او دربارهٔ نگارگری در خاورزمین است.